# Niccolò Gianpriamo
Niccolò Gianpriamo, in cinese: Hi Ni-ko Ta-kio; Ni Tien-tsio (Aversa, 22 ottobre 1686 – Napoli, 14 aprile 1759), è stato un gesuita, missionario e astronomo italiano.

## Biografia
Entrato nel 1702 nell'ordine dei Gesuiti a Napoli, fu missionario in tutta la Cina. La domanda di essere inviato in missione nell'Indie orientali fu inoltrata al padre Michelangelo Tamburini, preposito generale della Compagnia, fin dal 1º gennaio 1705. Ottenne l'incarico di matematico presso la corte di Pechino e il 12 aprile 1714 poté imbarcarsi da Lisbona per la Cina. Il 17 settembre dello stesso anno arrivò a Goa, sulle coste occidentali dell'India. Da qui partì il 16 maggio 1715 per Macao dove arrivò il 16 agosto 1715. Gianpriamo continuò la sua missione a Canton dove arrivò il 22 ottobre 1716 e poi a Pechino dove arrivò il 2 gennaio 1717. A Pechino oltre agli impegni di matematico ebbe anche l'incarico di notario apostolico, trascrivendo i documenti più significativi riguardanti la missione per farli conoscere in Europa.
Con il fallimento della legazione della Santa Sede in Cina guidata da monsignor Carlo Ambrogio Mezzabarba, Gianpriamo partì da Pechino il 13 marzo 1721 alla volta di Roma per riferire gli esiti della legazione e portare una lettera dell'imperatore Kangxi al pontefice. Gianpriamo decise di ritornare in Italia attraversando la Russia. Fu l'unico missionario mai autorizzato dallo zar Pietro il Grande ad attraversare l'Impero. Arrivò a Roma il 19 ottobre 1722 e Innocenzo XIII gli impose di non lasciare Roma. Nel settembre 1725 gli fu permesso di rientrare nella sua provincia, a esclusione della città di Napoli, dove poté risiedere solo dal 1738. Qui, prima presso il Collegio del Salvatore e poi, dal 1740, presso il Seminario dei Nobili insegnò letteratura, teologia morale, matematica e astronomia. Per i suoi alunni del collegio napoletano del Gesù Vecchio Gianpriamo pubblicò nel 1748 il trattato di astronomia Specula parthenopaea uranophilis juventibus excitata. Nelle 121 pagine di tabelle e nelle numerose tavole fuori testo riportò le osservazioni fatte in Europa, in Cina e nei suoi viaggi per terra e per mare calcolando le effemeridi degli astri per il meridiano di Napoli.

## Opere
- (LA) Specula Parthenopaea uranophilis juvenibus excitata, vol. 1, Napoli, Serafino Porsile, 1748.